# Nina Makárova
Nina Vladímirovna Makárova (en ruso: Нина Владимировна Макарова; 12 de agosto de 1908, Jurino, gobernatura de Nizhny Nóvgorod - 15 de enero de 1976, Moscú) fue una compositora rusa, de etnia Mari, que tenía gran interés en las canciones populares de Rusia y de los Mari. Estudió con Nikolái Miaskovski, como el compositor Aram Jachaturián, con quien se casó en 1933. Tenía como sobrenombre "Gayane" (Гаянэ). Makárova dirigió su sinfonía en Moscú el 12 de junio de 1947. Makárova también compuso varias piezas junto con su marido, incluyendo la música de la obra de Margarita Aliguer "Un cuento de verdad" (1947) y la de la obra "Arroyo de primavera" de Yu Chepurin (1953).
El hijo de Nina y Aram, Karen, fue un crítico de arte.

## Obras
- Dos melodías para oboe y piano
- Sonatina para piano (1933)
- Sonata para violín (1934)
- Dos melodías para violín y piano
- Sinfonía en Re menor (1938) - revisada en 1962. CD Ruso Disco RDCD 11382: URSS SO, O. Koch (cond)
- Seis Etudes para piano (1938)
- "Cantata para Molotov" para solistas, coro y orquesta (1940)
- Ciclo de canciones de Pushkin
- Ciclo de canciones de Rustaveli
- Canción infantil dedicada a Stalin
- Música para la obra "A Tale of Truth" de Margarita Aliguer - compuesta junto con Aram Khachaturian. Primera representación: 1947, Moscú, Teatro Central del Ejército Rojo. Productor: A. Okunchikov. Diseñador: N. Shifrin.
- Música para la película "The Change of Luck"
- Música para la película "En el país de las muñecas"
- Ciclo de la canción "En los días de la guerra"
- "Coraje", ópera en un acto (1948) - inacabada.
- Música para la obra "Spring Stream"  de Yu Chepurín - compuesta junto con Aram Khachaturian. Primera representación: 18 de noviembre de 1953, Moscú, Teatro Central del Ejército Soviético. Directores: A. Popov y A. Okunchikov. Diseñador: Yu Pimenov.
- "Zoja", ópera (1963)
- Fresco "Procesión de Nefertiti" para arpa - dedicado a Vera Dulova.
- Vals para arpa - escrito para Vera Dulova.